# Puchar Świata Siłaczy 2005: Chanty-Mansyjsk
Puchar Świata Siłaczy 2005: Chanty-Mansyjsk – ósme, ostatnie w 2005 r. zawody
siłaczy z cyklu Pucharu Świata Siłaczy.
Data: 18 grudnia 2005 r.

Miejsce: Chanty-Mansyjsk  Rosja
Konkurencje:
WYNIKI ZAWODÓW:
| Miejsce | Zawodnik           | Kraj              | Punkty           |
| ------- | ------------------ | ----------------- | ---------------- |
| 1.      | Raivis Vidzis      | Łotwa             | 58               |
| 2.      | Jesse Marunde      | Stany Zjednoczone | 55               |
| 3.      | Elbrus Nigmatullin | Rosja             | 49               |
| 4.      | Mychajło Starow    | Ukraina           | 44               |
| 5.      | Dave Ostlund       | Stany Zjednoczone | 43               |
| 6.      | Tarmo Mitt         | Estonia           | 38               |
| 7.      | Dmitrij Kononiec   | Rosja             | 36               |
| 8.      | Rolands Gulbis     | Łotwa             | 31,5             |
| 9.      | Ralf Ber           | Austria           | 29,5             |
| 10.     | Igor Torlak        | Rosja             | 24               |
| 11.     | Simon Flint        | Anglia            | 22               |
| 12.     | Franz Beil         | Niemcy            | 20               |
| 13.     | Dominic Filiou     | Kanada            | 1 (kontuzjowany) |